# How to Rock
How to Rock (originele titel How to Rock Braces and Glasses) is een sitcom die werd uitgezonden op Nickelodeon van 4 februari, 2012 tot 8 december, 2012. Cymphonique Miller speelt de hoofdrol in de serie. De serie is gebaseerd op How to Rock Braces and Glasses van Meg Haston. De serie was goedgekeurd op 23 mei 2011 voor twintig afleveringen, later werden dit er 26. De eerste promo was op Nickelodeon te zien op 10 december 2011 tijdens de speciale Drake & Josh-film Merry Christmas, Drake & Josh in de Verenigde Staten. De productie is inmiddels beëindigd. De serie ging op 4 februari 2012 in première. De première trok 3,3 miljoen kijkers.
In Nederland en Vlaanderen wordt How To Rock uitgezonden sinds 14 oktober 2013 op het tienerblok TeenNick van Nickelodeon.
Vanaf 30 juni 2014 werd het in het Nederlands uitgezonden.
Op 26 augustus 2012 werd bekend dat How to Rock niet terugkeert voor een tweede seizoen. De finale van de serie werd uitgezonden op 8 december 2012.

## Verhaal
Het programma draait om Kacey Simon (Cymphonique Miller), een populair meisje wier status door haar beugel en bril drastisch naar beneden gaat en die wordt genegeerd door de gemene meiden (The Perfs). Kacey zoekt een nieuwe manier om zichzelf te uiten door muziek. Ze wordt leadzanger van een bandje genaamd Gravity 5 samen met Stevie Baskara, (die vroeger haar vijand was) Zander Robbins, Kevin Reed en Nelson Baxter. De band wordt steeds bekender en neemt het op tegen een andere band, The Perfs, met haar vroegere beste vriendinnen, Molly en Grace.

## Rolverdeling
- Cymphonique Miller - Kacey Simon
- Lulu Antariksa - Stevie Baskara
- Max Schneider - Zander Robbins
- Noah Crawford - Nelson Baxter
- Samantha Boscarino - Molly Garfunkel
- Halston Sage - Grace King
- Christopher O'Neal - Kevin Reed

### Terugkerende cast
- Jacob Houston - Andy Bartlet
- Kirk Fox - Mr. March

## Afleveringen
| Seizoen | Afleveringen | Uitgezonden      | Uitgezonden     |
| Seizoen | Afleveringen | Seizoenspremiere | Seizoensfinale  |
| ------- | ------------ | ---------------- | --------------- |
| 1       | 26           | 4 februari 2012  | 8 december 2012 |